# Calcutta (Ohio)
Calcutta statisztikai település az USA Ohio államában, Columbiana megyében. Lakosainak száma 3941 fő (2020. április 1.).

## Népesség
A település népességének változása:
| Lakosok száma | 1121 | 3742 | 3941 |
|               | 1980 | 2010 | 2020 |